# Via Baltica
Via Baltica – fragment drogi międzynarodowej E67, częściowo zrealizowana jako droga ekspresowa z Warszawy do Tallinna w Estonii, biegnąca z Polski przez Litwę i Łotwę do Estonii. Pełni ona rolę najważniejszego połączenia drogowego pomiędzy krajami bałtyckimi. Via Baltica wraz z Rail Baltica jest elementem transeuropejskiego korytarza transportowego.

## Historia prac na terenie Polski

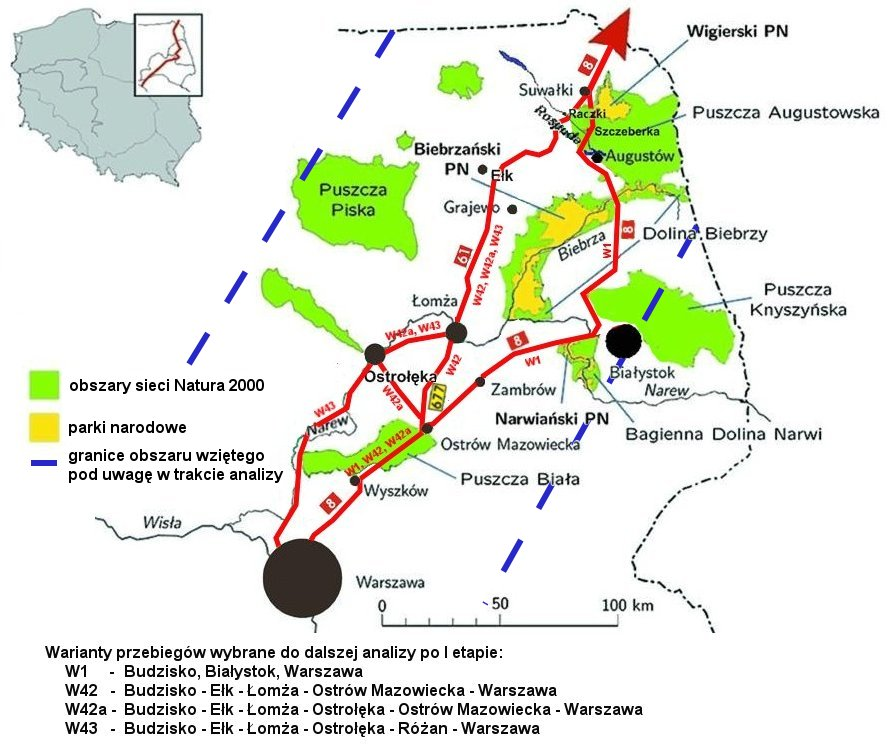
Przebiegi porównywane w ostatnim etapie analiz. Wybrany został przebieg w42

Na terenie Polski pierwotny projekt przewidywał przebieg drogi z Suwałk w kierunku południowo-wschodnim przez Augustów, Łomżę i Ostrów Mazowiecką do Warszawy. W trakcie rządów Włodzimierza Cimoszewicza (1996–1997) projekt został zmieniony i według oficjalnych planów przebiegał przez Białystok z ominięciem zachodnich terenów województwa podlaskiego.
Istniał spór pomiędzy podlaskim oddziałem Generalnej Dyrekcji Dróg Krajowych i Autostrad, zarządem województwa podlaskiego, samorządami Białegostoku i okolicznych gmin a polskimi i międzynarodowymi organizacjami ekologicznymi, przyrodnikami, samorządem Łomży i okolicznych gmin, dotyczący przebiegu tej trasy na odcinku pomiędzy Warszawą a Suwałkami. Analizowane były różne warianty przebiegu Via Baltica. W 2005 roku GDDKiA zleciła międzynarodowej agencji „Scott & Wilson” przeprowadzenie wielowariantowej analizy przebiegu trasy i wyznaczenie najlepszego przebiegu tej trasy pod względem społecznym, ekonomicznym i ekologicznym na ww. odcinku. Pod uwagę brano ponad 30 różnego rodzaju wariantów.
Przyjęto, że analizie zostaną poddane wszystkie możliwe warianty przebiegu trasy w korytarzu o szerokości 150 km położonym po obu stronach linii prostej łączącej początek i koniec analizowanego korytarza – Warszawę i Budzisko na granicy Polski i Litwy.
Pierwsza analiza przygotowana pod koniec 2006 roku nie została przyjęta przez GDDKiA. Argumentowano, iż agencja "Scott & Wilson" nie rozpatrywała wariantu przebiegającego przez Białystok. Podczas powtórnej analizy wszystkich wariantów, przebieg białostocki został odrzucony jako najmniej uzasadniony. GDDKiA wyraziła opinię, iż nie musi opierać się na raporcie "Scott & Wilson", ponieważ zleciła jego wykonanie tylko dlatego, że taki raport musi być przygotowany w zgodzie z wymaganiami Unii Europejskiej i GDDKiA nie musi opierać się na raporcie przy budowaniu drogi.
Po przedterminowych wyborach 21 października 2007 roku pojawiła się możliwość uruchomienia Narodowego Programu Wielkiej Budowy. Jeden z jego punktów określił przebieg Via Baltica przez Łomżę i Ełk. Jeden z autorów programu inż. Jan Jakiel mówił, że ani Białystok, ani Augustów na tym nie ucierpią. Do Białegostoku dojedziemy drogą ekspresową [...]. W Augustowie natężenie ruchu zmaleje o 67 proc., bo kierowcy będą wybierać wariant albo przez Łomżę, albo przez Białystok. A miasto i tak dostanie obwodnicę, tyle że inaczej poprowadzoną.
24 października 2007 roku na stronach GDDKiA i "Scott&Wilson" została opublikowana informacja o stanie prac nad analizą wariantów przebiegu drogi. Przedstawiona została analiza ekonomiczna i wybór czterech wariantów które będą analizowane.
W następnej kolejności realizowane były dwa etapy analizy:
- Etap II – syntetyczne przedstawienie dotychczasowych analiz i prognoza oddziaływania na środowisko
- Etap III – przygotowanie ostatecznej wersji dokumentów: Strategia rozwoju I Pan-Europejskiego Korytarza Transportowego. Część I: korytarz drogowy oraz Prognoza oddziaływania na środowisko skutków realizacji strategii.

Dokumenty te posłużyły jako podstawa do podjęcia ostatecznej decyzji o przebiegu polskiego odcinka I Pan-Europejskiego Korytarza Transportowego „Via Baltica”. Według GDDKiA oraz Scott&Wilson może to wymagać zmiany Rozporządzenia Rady Ministrów w sprawie sieci autostrad i dróg ekspresowych, a także modyfikacji zadań przewidzianych w Programie Operacyjnym „Infrastruktura i Środowisko” .
7 lipca 2008 roku agencja "Scott&Wilson" przekazała GDDKiA raport z konsultacji społecznych ws. strategii rozwoju I Pan-Europejskiego Korytarza Transportowego, w którym to zespół autorski podtrzymał swoją rekomendację dla wariantu nr 42. Analiza, na podstawie której powstał raport, została przeprowadzona przy równorzędnym traktowaniu czterech kryteriów – drogowego, społecznego, ekonomicznego oraz ekologicznego.
Krytycznie o przebiegu tak zaplanowanej trasy wypowiedział się marszałek województwa podlaskiego zwracając uwagę w apelu do premiera Donalda Tuska, że doprowadzi on do marginalizacji wschodniej i południowo-wschodniej Polski. Za przebiegiem trasy Via Baltica w wariancie przez Łomżę aktywnie zabiegały też różne społeczności lokalne organizując protesty i blokady dróg. W 2008 roku swój list otwarty do Premiera RP wystosowały osoby popierające akcję Dariusza Sipowskiego "Via Baltica przez Łomżę", pod którym złożono ponad 2 tys. podpisów (w tym wielu znanych osób) zawierających dane osobowe, a do powstałego w tym celu portalu społecznościowego na nasza-klasa.pl przyłączyło się ponad 30 tys. profili.
24 sierpnia 2009 roku został opublikowany projekt Rozporządzenia Rady Ministrów zmieniającego rozporządzenie w sprawie sieci autostrad i dróg ekspresowych, który zakłada utworzenie nowej drogi ekspresowej nr 61 (tzw. trasy Via
Baltica) po przebiegu Ostrów Mazowiecka – Łomża – Stawiski – Szczuczyn - Ełk – Raczki - Suwałki – Budzisko – granica państwa (Kowno).
20 października 2009 roku Rada Ministrów przyjęła Rozporządzenie zmieniające rozporządzenie w sprawie sieci autostrad i dróg ekspresowych, przedłożone przez ministra infrastruktury, w którym został zatwierdzony nowy przebieg trasy Via Baltica po śladzie nowo utworzonej drogi ekspresowej S61.

## Wybrany polski przebieg Via Baltica
24 sierpnia 2009 roku Ministerstwo Infrastruktury opublikowało projekt, a 20 października Rada Ministrów przyjęła rozporządzenie i tym samym zatwierdziła przebieg Via Baltica po nowym śladzie. W związku z tym Via Baltica pobiegnie z Warszawy drogą ekspresową S8 do Ostrowi Mazowieckiej, stamtąd trasa będzie biegła nową drogą ekspresową (S61) przez Łomżę, Szczuczyn, Ełk i Suwałki, aż do przejścia granicznego w Budzisku, gdzie pierwotnie miała się kończyć trasa S8.
Plusy wybranego wariantu:
- wariant uzasadniony ekonomicznie z powodu krótszej o 30-40 km długości trasy - ma to znaczenie nie tylko dla kosztu budowy, ale również dla kosztu utrzymania-napraw oraz kosztu paliwa i czasu kierowców oraz ekologiczny koszt mniejszej ilości spalin,
- w przeciwieństwie do pozostałych wariantów, trasa przetnie tylko Puszczę Białą, nie ulegną przerwaniu korytarze wędrówek dużych ssaków, zostaną ochronione przed zanieczyszczeniami Zielone Płuca Polski,
- skierowanie ruchu tranzytowego przez Łomżę zamiast przez Białystok znacznie zmniejszy liczbę śmiertelnych wypadków (również wśród dzieci) na sztucznie przeciążonej obecnie drodze numer 8. Droga numer 61 może dzięki temu przekształcić się z dwukierunkowej "drogi śmierci" w ekspresową "drogę życia";
- przeprowadzenie Via Baltica przez Łomżę przyczyni się do rozwoju zachodniej i północnej części województwa podlaskiego oraz wschodniej części warmińsko-mazurskiego, pozwoli również na obiecywane od dawna wyrównanie szans rozwoju miast, które straciły status miast wojewódzkich.

Minusy wybranego wariantu:
- większa liczba obwodnic koniecznych do wybudowania niż w przypadku wariantu I (DK8),

Do intensywnej kampanii na rzecz ochrony Doliny Rospudy i zmiany przebiegu drogi ekspresowej Via Baltica przez obszary chronione włączyła się Małgorzata Górska. Za swoją działalność Fundacja Ochrony Środowiska Goldmanów przyznała działaczce Nagrodę Goldmanów za rok 2010.

## Unia Europejska
Po wstąpieniu Polski do Unii Europejskiej i otrzymaniu wielu funduszy inwestycyjnych Polska musi przestrzegać także prawa wspólnotowego. W związku z licznymi kontrowersjami i konfliktami wokół trasy na miejscu, w rozwiązaniu problemu wzięły udział instytucje Unii Europejskiej.
W dniach 12–14 czerwca 2007 roku obszary na których planowany jest przebieg Via Baltica i jej przebiegów alternatywnych poznawała grupa europarlamentarzystów. Rozmawiali z przedstawicielami administracji samorządowej różnych szczebli, drogowcami i ekologami.
13 września 2007 roku Komisja Petycji Parlamentu Europejskiego przyjęła raport, w którym apeluje do władz Polskich o zmianę przebiegu trasy.
Raport wskazuje, że Via Baltica jest niezbędna do zapewnienia ekonomicznej i społecznej spójności Unii Europejskiej. Z drugiej strony potwierdzono, że obecnie forsowana trasa korytarza Via Baltica zagraża kilku wyznaczonym przez rząd Polski obszarom chronionym w sieci Natura 2000. Parlament przyjął wniosek, że władze Polski nie dopełniły obowiązku rzetelnego przeanalizowania innych lokalizacji dla tej drogi.
Parlament Europejski zwrócił się do Komisji Europejskiej, aby ta wsparła finansowo budowę jedynie tego przebiegu drogi Via Baltica, który zostałby wyznaczony na podstawie strategicznej oceny oddziaływania na środowisko i w pełnej zgodności z dyrektywami środowiskowymi Unii Europejskiej. Zgodnie z tym dokumentem Via Baltica powinna prowadzić przez Łomżę, a nie Białystok.
Raport Komisji Petycji przygotował eurodeputowany Thijs Berman.